# Sabit Hadžić
Sabit Hadžić (Szarajevó, 1957. augusztus 7. – Antalya, Törökország, 2018. március 3.) olimpiai bronzérmes jugoszláv válogatott bosnyák kosárlabdázó, edző.

## Pályafutása
1977 és 1984 között a Bosna kosárlabdázója volt. 1979-ben tagja volt a BEK-győztes csapatnak.
Az 1984-es Los Angeles-i olimpián bronzérmet szerzett a jugoszláv válogatott tagjaként.
1995–2001 és 2010–2011 között a bosnyák férfi válogatott szövetségi kapitánya volt, 1998 és 2000 között a Bosna, 2001–02-ben a német Mitteldeutscher BC, 2005-ben a koszovói KB Peja, 2007–08-ban a török Kepez Belediyesi SK, 2014-ben a koszovói Sigal Prishtina vezetőedzőjeként tevékenykedett. Többször dolgozott a Közel-Keleten is. A szaúd-arábiai Al-Ittihad Jeddah, a szíriai Al Jalaa Aleppo és a bahreini Al-Jahra szakmai munkáját irányította.

## Sikerei, díjai

### Játékosként
- Olimpiai játékok
  - bronzérmes: 1984, Los Angeles
- Bajnokcsapatok Európa-kupája
  - győztes 1978–79
- Jugoszláv bajnokság
  - bajnok: 1978, 1980, 1983
- Jugoszláv kupa
  - győztes: 1978, 1984

### Edzőként
- Bosnyák bajnokság
  - bajnok: 1999
- Szaúd-arábiai bajnokság
  - bajnok: 2013